# Boris Konstantinovič
Boris Kostantinovič di Suzdal' (in russo Андрей Константинович?) (... – Suzdal', 1393) è stato il terzo granduca di Nižnij Novgorod e Suzdal' nel 1365 e nel 1383-1387 e 1389-1393, oltre che principe di Gorodec nel 1355-1393.

## Biografia
Figlio di Konstantin Vasilijevič, gran principe di Nižnij Novgorod e Suzdal', nel 1355, per volontà del padre, ricevette il principato di Gorodec. Dal 1363 gli fu assegnata l'amministrazione di Nižnij Novgorod per via dello stato cagionevole di suo fratello Andrea. Nel 1365, dopo la morte di Andrea, subentrò definitivamente a Nižnij Novgorod, non permettendo ai nipoti Basilio e Simone, che per conto del padre Dmitrij reclamavano il possesso questo grande principato.
Dmitrij rifiutò di cedere il titolo di principe di Vladimir alla controparte principe Demetrio Ivanovič. Quest'ultimo, dal canto suo, inviò prima il metropolita Alessio e poi Sergio di Radonež per convincere Boris a cederla a Mosca, ma invano. In seguito Sergio, per ordine del Metropolita e del Granduca, chiuse tutte le chiese di Nizhny Novgorod, ma anche questa misura non servì. In seguito, l'esercito di Mosca si mosse militarmente contro Boris Konstantinovič. Tuttavia, egli preferì non combattere e si arrese.
Nel 1367, insieme al fratello, si oppose a Nova Sarai, che invase il principato di Nižnij Novgorod. Nel 1370, su richiesta del fratello, si oppose ad Asen IV, capo dei Bulgari del Volga. Nel 1375 partecipò alla campagna di Demetrio di Mosca contro il principe Michail II di Tver', in particolare all'assedio di Tver'. Nel 1377 e nel 1378 ottenne la vittoria sulla Mordva, che saccheggiava la periferia di Nižnij Novgorod. Egli non partecipò alla battaglia di Kulikovo nel 1380. Nel 1383, alla morte del fratello Dmitrij, Boris si recò a Saraj, capitale dell'Orda d'Oro. Qui riuscì a ottenere dal khan Toktamish una lettera patente (jarlyk) che gli concedeva l'amministrazione di Nižnij Novgorod. Ai figli di Dmitrij, Simone e Basilio, fu concesso il principato di Suzdal'.
Nel 1387, suo nipote Basilio, liberato dall'Orda, con l'aiuto delle truppe moscovite espulse Boris da Nižnij Novgorod e assunse il potere al suo posto, con il risultato che a Boris rimase solo Gorodec. Nel 1389, dopo la morte di Demetrio di Mosca, Boris si trasferì a Saraj, con l'intenzione di ricevere una lettera patente che gli consentisse di riottenere quanto perso. In quel frangente, Toktamish era in guerra con l'emiro dell'impero timuride Tamerlano, evento che gli consentì di ottenere lo jarlyk soltanto nel 1390. In seguito espulse il nipote Basilio. Tuttavia, nel 1393, Vasilij I Dmitrievič, granduca di Vladimir e Mosca, acquistò dal khan Toktamish una lettera patente per il principato di Nižnij Novgorod. I suoi stessi boiardi tradirono Boris, che fu catturato e inviato a Suzdal' in catene, morendo lì nel 1394.